# Deute il·legítim
En dret internacional, el deute il·legítim o deute odiós, és una teoria legal que sosté que el deute públic incorregut per un règim amb fins que no serveixi als millors interessos de la nació, no ha de ser executable. Aquests deutes són, per tant, considerats per aquesta doctrina com deutes personals del règim que els causa i no com deutes de l'estat. En alguns aspectes, el concepte és anàleg a la nul·litat dels contractes signats sota coacció.

## Història
La doctrina del deute il·legítim es va formalitzar en un tractat el 1927 per Alexander Nahum Sack, un jurista rus especialitzat en finances públiques. Es basava en dos precedents, un el repudi de Mèxic al segle xix dels deutes contrets per l'emperador Maximilia, i l'altre la negació per part dels Estats Units de la responsabilitat civil cubana pels deutes contrets pel règim colonial espanyol.

Sack va escriure:

Quan un règim despòtic contreu un deute, no per les necessitats o els interessos de l'estat, sinó més aviat per enfortir-se, per reprimir una insurrecció popular, etc, aquest deute és odiós per a la població de tot l'estat. Aquest deute no s'uneix a la nació; és un deute del règim, un deute personal contractat pel governant i, per tant, cau amb la caiguda del règim. La raó per la qual aquests deutes odiosos no poden ser un gravamen pel territori de l'estat és que no compleixen una de les condicions que determinen la legalitat dels deutes de l'estat, és a dir, que els deutes d'estat han de ser contractats, i el producte utilitzat, per a les necessitats i als interessos de l'estat. Els deutes odiosos, contractats i utilitzats per a fins que, amb el coneixement dels prestadors, són contraris a les necessitats i els interessos de la nació, no són vinculants per a la nació - quan es té èxit en enderrocar el govern que els va contractar - fora de les que hagin pogut representat uns avantatges reals per a la població. Els prestadors han comès un acte hostil contra el poble, que no pot esperar que una nació que s'ha alliberat d'un règim despòtic assumeixi els deutes odiosos, que són els deutes personals del governant.
Hi ha molts exemples de repudi del deute similar.

## Determinació del deute il·legítim
No hi ha un consens a nivell mundial per a establir en règims poc democràtics, què i quina part del deute hauria de ser considerat il·legítim. Alguns podrien ser:
- La destinació dels fons: l'ús no beneficia la població, beneficia a una persona o grup.
- Les circumstàncies del contracte: equilibri de poder a favor del creditor, el deutor està mal informat o no està informat, la gent del país no està d'acord.
- Els termes de l'acord: clàusules abusives, la usura ...
- La conducta dels creditors: els creditors saben la il·legitimitat del préstec.